# Soner Demirtaş
Soner Demirtaş (* 25. Juni 1991 in Tokat) ist ein türkischer Ringer.

## Biografie
Soner Demirtaş gewann bei den Mittelmeerspielen 2013 die Goldmedaille im Weltergewicht. Bei den ersten Europaspielen 2015 holte er Silber und nahm im Folgejahr an den Olympischen Sommerspielen in Rio de Janeiro teil. Er trat im Weltergewicht des Freistilringens an und konnte dort die Bronzemedaille gewinnen. 2016, 2017 und 2018 wurde er Europameister und konnte bei den Weltmeisterschaften 2017 die Bronzemedaille gewinnen. Auch bei der zweiten Auflage der Europaspiele 2019 in Minsk gewann Demirtaş Silber.